# Apistogramma
Apistogramma ist eine Gattung kleiner, südamerikanischer Buntbarsche, die vom Orinoko, den Guyanas über das Amazonasbecken bis zu den Stromgebieten von Río Paraguay und Río Paraná vorkommt. Apistogramma-Arten werden häufig als Zierfische gehalten. Der Gattungsname Apistogramma setzt sich wie folgt zusammen: Apisto bedeutet im griechischen so viel wie „unzuverlässig“ und bezieht sich auf die Seitenlinie bzw. das Längsband an den Körperseiten (gramma). Der Gattungsname bedeutet also in etwa so viel, wie „mit unzuverlässiger Seitenlinie“.

## Merkmale

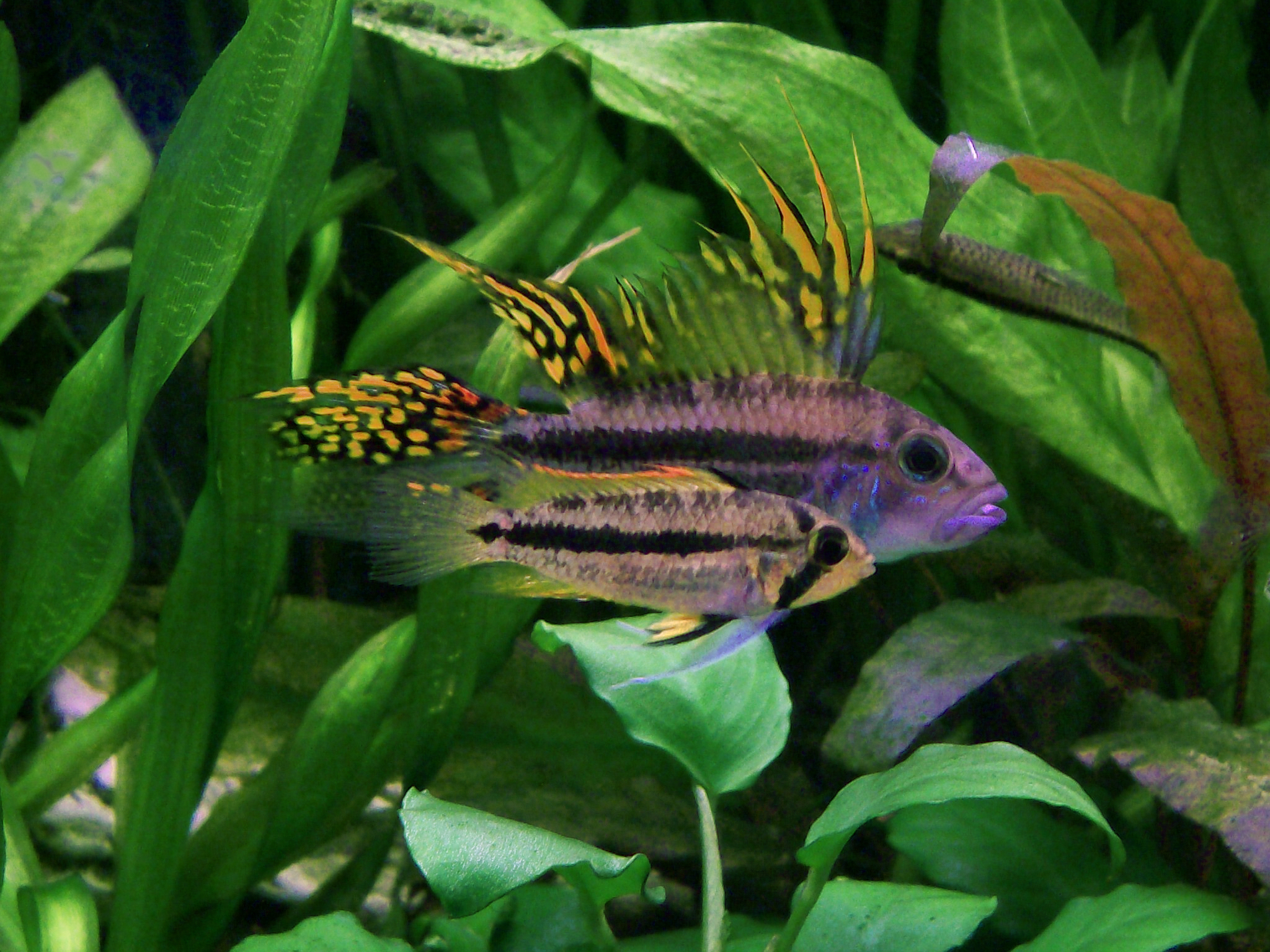
Männchen und Weibchen des Kakadu-Zwergbuntbarsches (Apistogramma cacatuoides), Beispiel für Geschlechtsdimorphismus

Die größten Apistogramma-Arten werden etwa zehn Zentimeter lang, die meisten bleiben kleiner. Charakteristisch für die Gattung ist ein auffälliger Geschlechtsdimorphismus. Die Weibchen sind unscheinbarer gefärbt als die Männchen, bleiben auffällig kleiner und besitzen weniger ausgezogene Flossen. Allerdings gibt es eine kleine Gruppe von Arten, bei denen die Größenverhältnisse umgekehrt sind.

## Lebensweise
Der Lebensraum der Apistogramma sind die flachen Uferbereiche kleiner südamerikanischer tropischer und subtropischer Flüsse. Apistogramma-Arten halten sich bevorzugt in Bodennähe zwischen Wurzeln und Laubschichten auf. Das Wasser dieser Gewässer ist überwiegend weich und sauer, selten neutral bei mittleren Härtegraden. Die Apistogramma-Männchen sind in der Mehrzahl der Fälle Harems- und revierbildend und leben zusammen mit mehreren Weibchen. Sie bilden eine Mann-Mutter-Familie, bei der das Weibchen die Brutpflege meist allein ausübt, während das Männchen das Revier verteidigt. Sie laichen als Substratlaicher fast immer im Schutz von Blättern und Wurzeln, in kleinen Höhlen oder unter den Blättern. Lediglich drei Arten, Apistogramma barlowi, Apistogramma megastoma und Apistogramma pantalone, sind larvophile Maulbrüter, wobei als weitere Besonderheit bei Apistogramma barlowi neben dem Weibchen gelegentlich auch das Männchen die Maulbrutpflege übernimmt. Die Jungtiere werden bei allen Arten über mehrere Wochen bis zur Selbständigkeit betreut. 

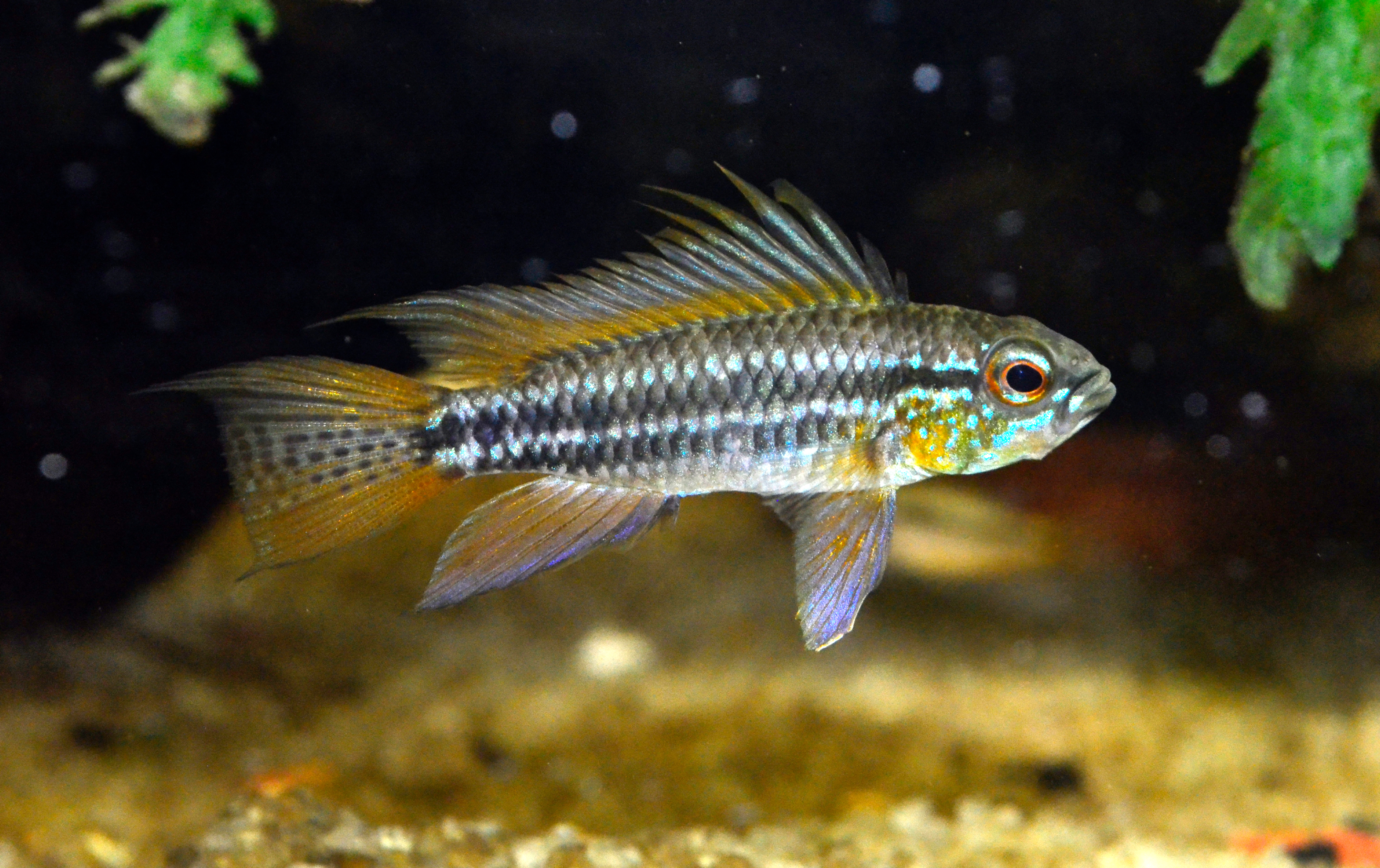
Apistogramma bitaeniata, Männchen

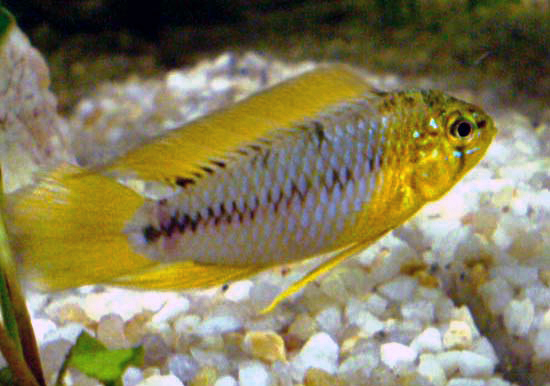
Borellis Zwergbuntbarsch (Apistogramma borellii)

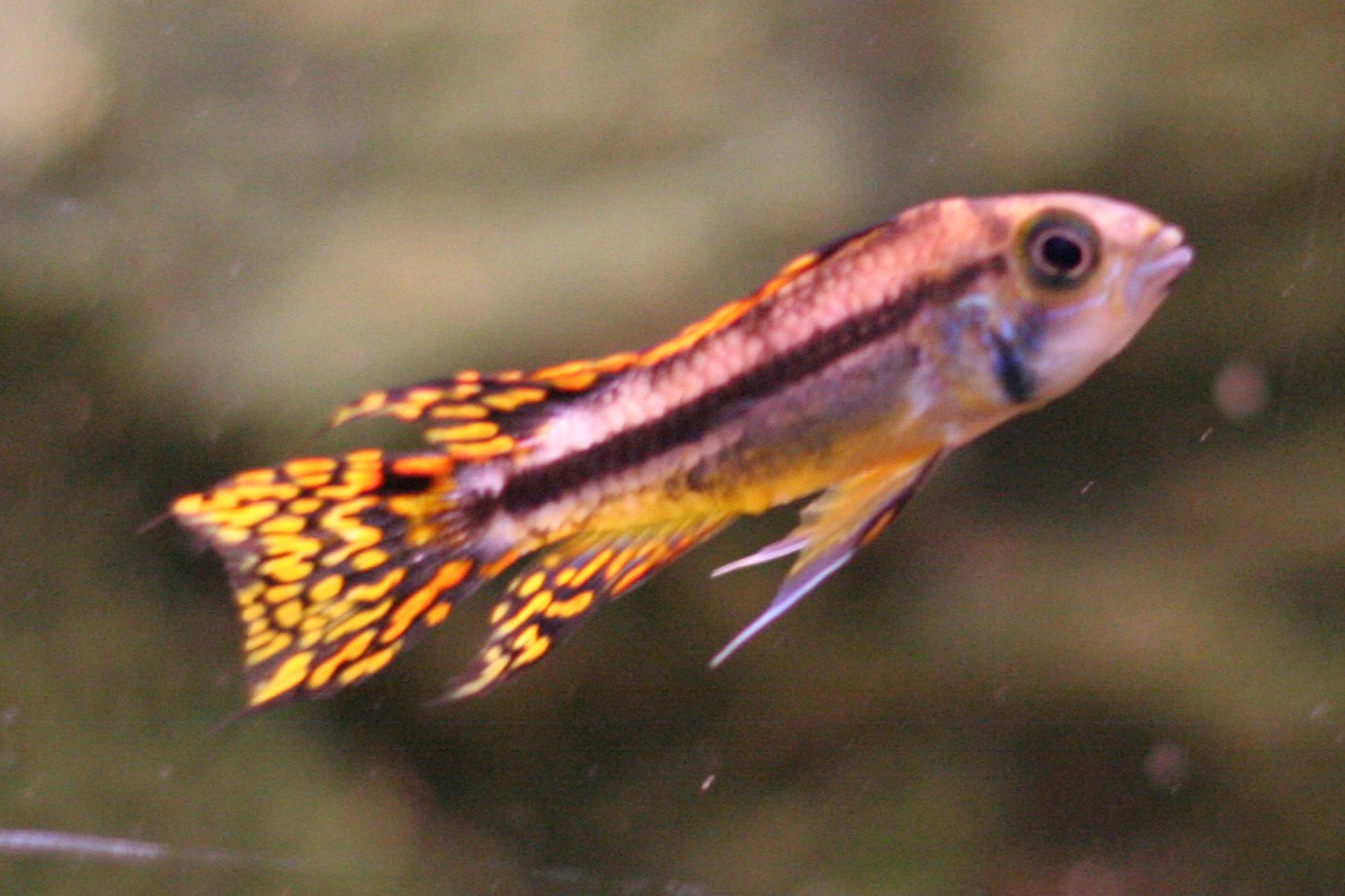
Kakadu-Zwergbuntbarsch (Apistogramma cacatuoides)

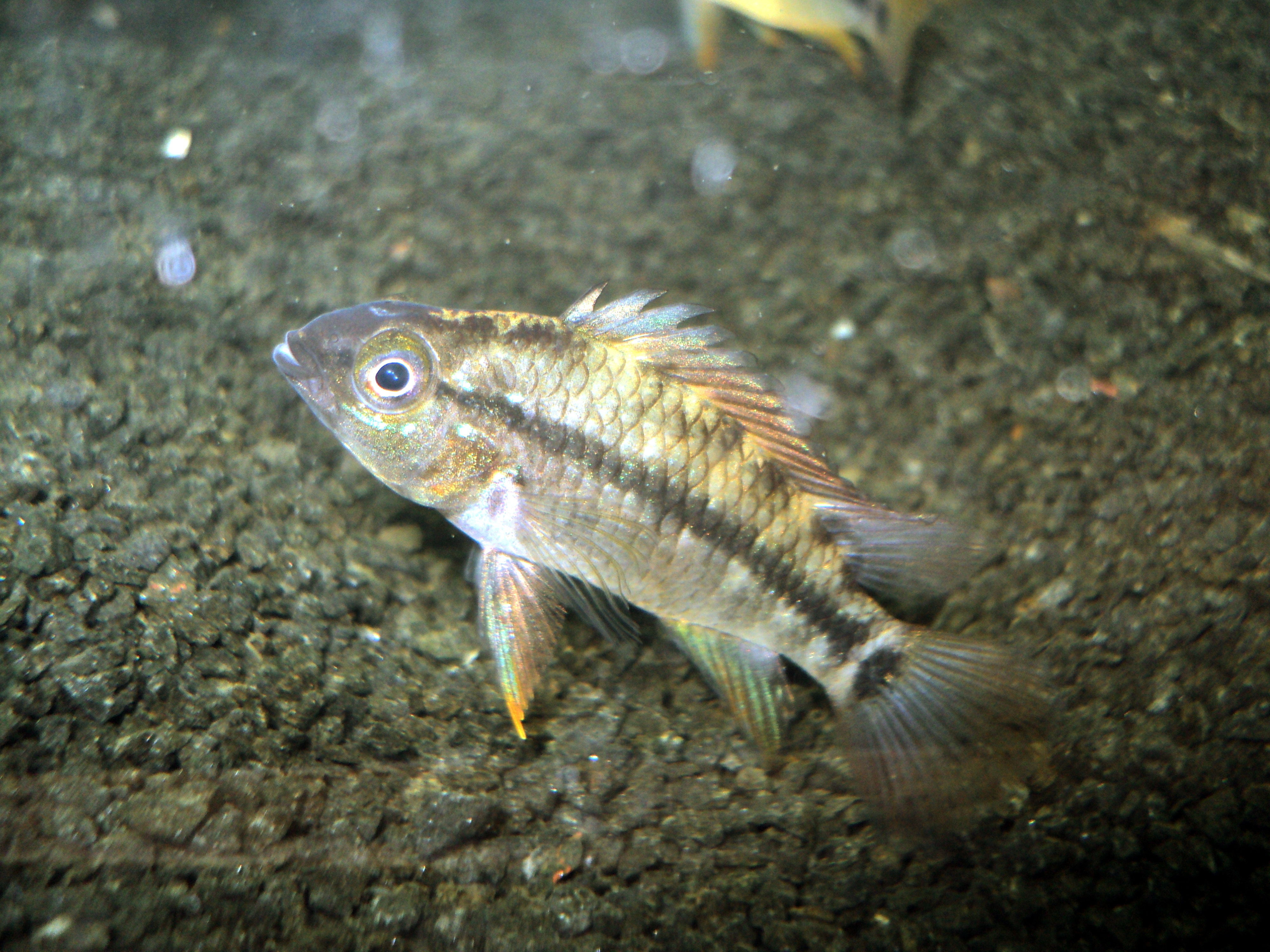
Apistogramma cruzi, Weibchen

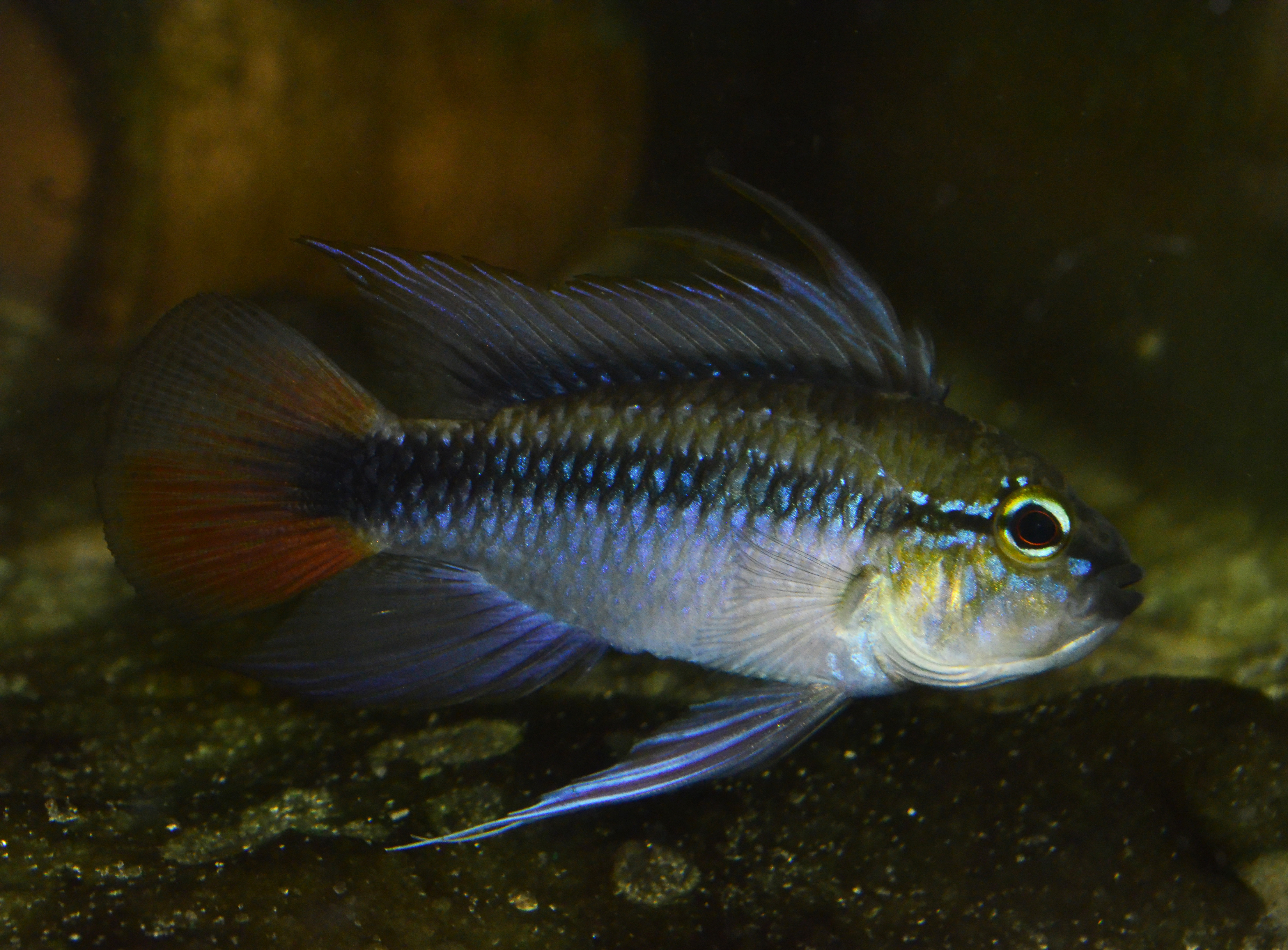
Apistogramma erythrura, Männchen

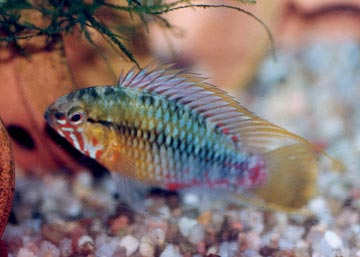
Apistogramma hongsloi

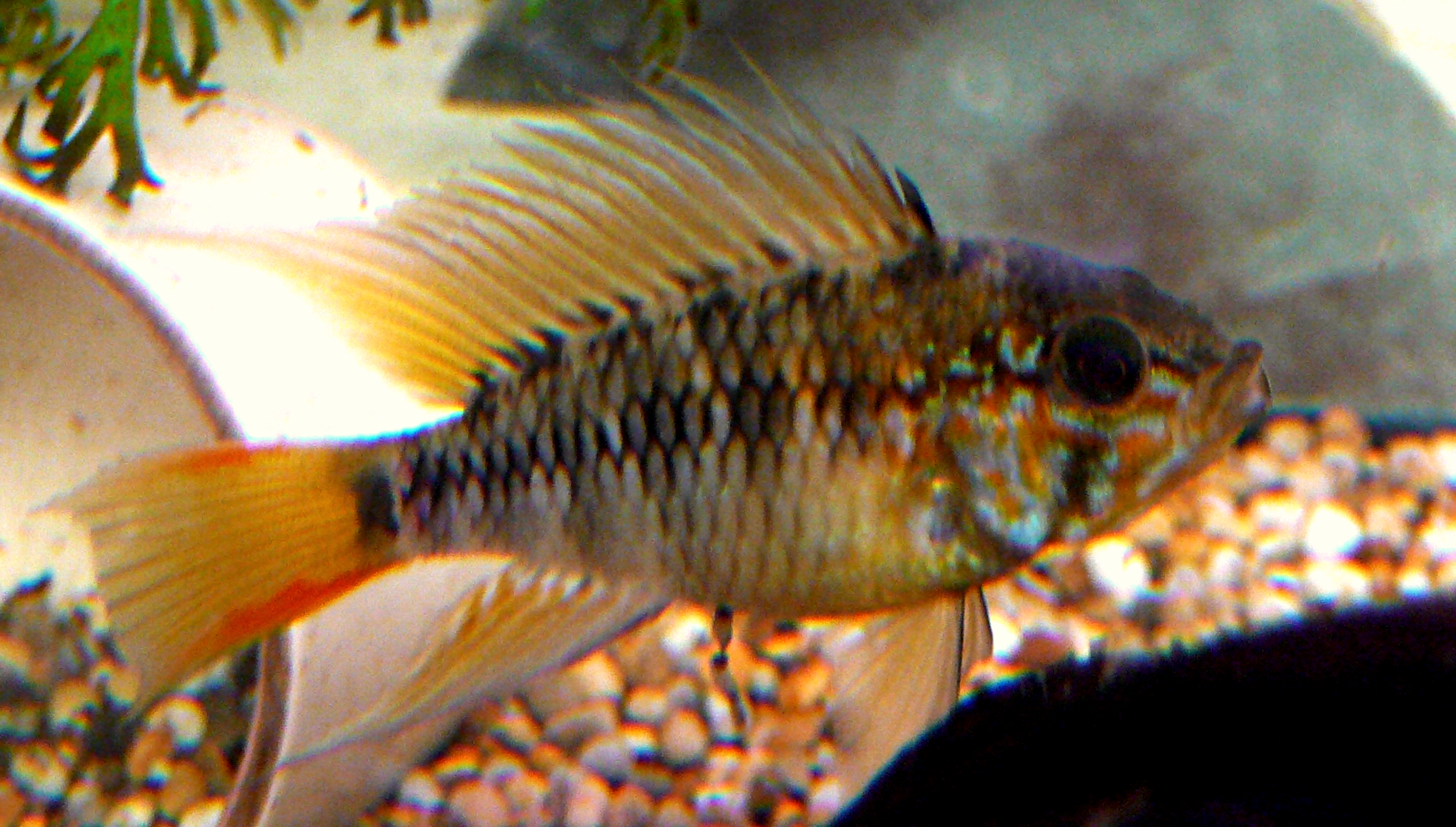
Villavicencio-Zwergbuntbarsch (Apistogramma macmasteri)

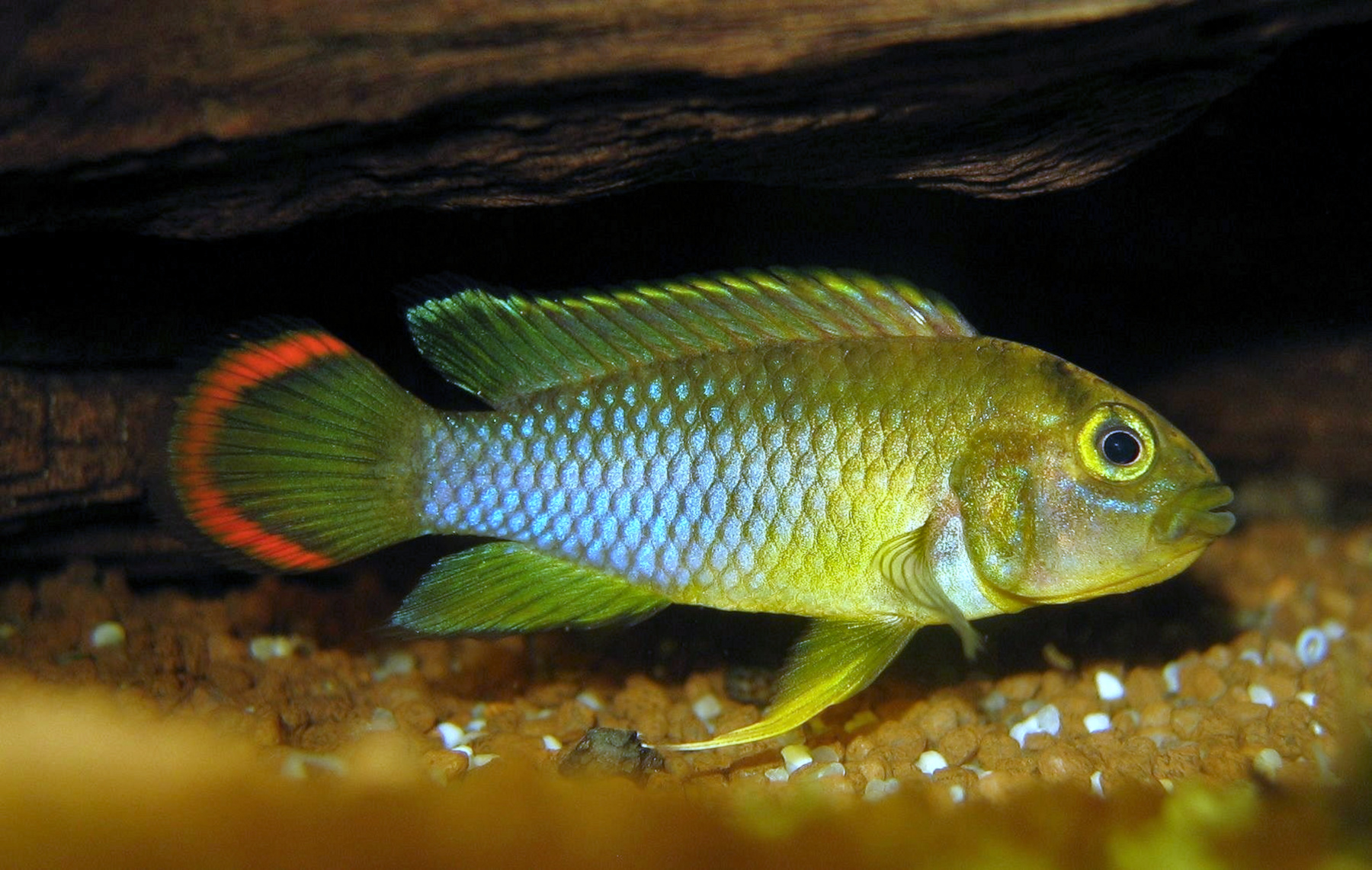
Panda-Zwergbuntbarsch (Apistogramma nijsseni), Männchen

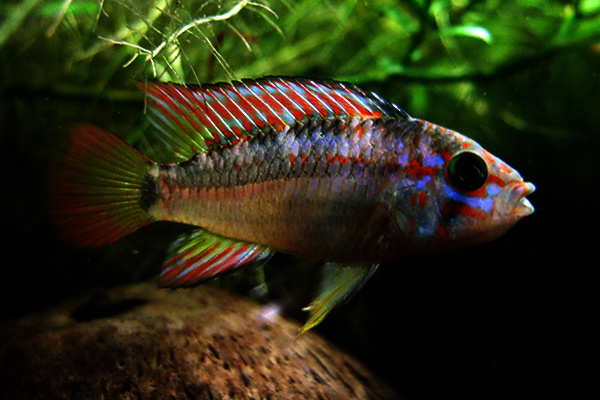
Papagei-Zwergbuntbarsch (Apistogramma ortegai), Männchen

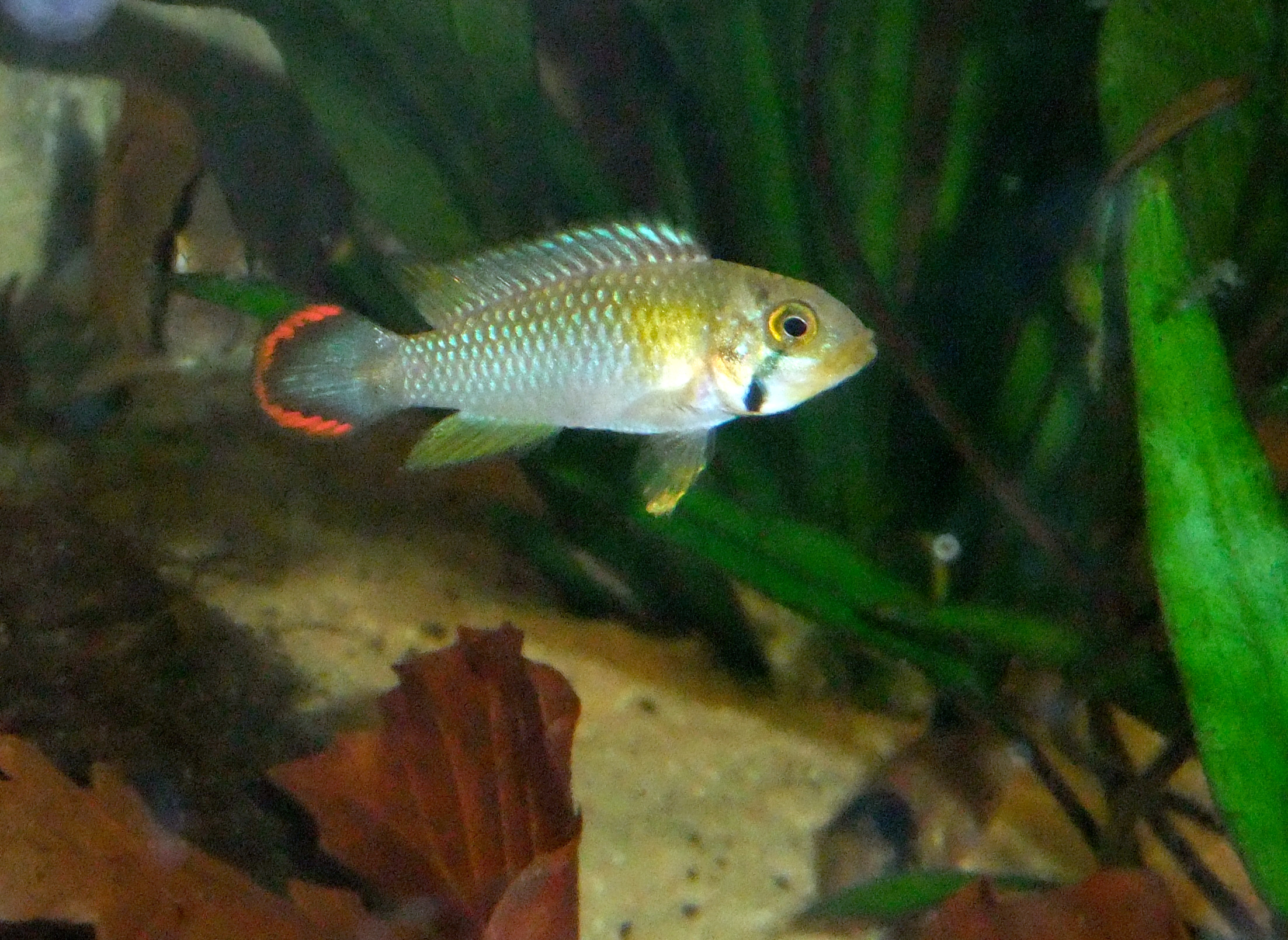
Panduros Zwergbuntbarsch (Apistogramma panduro)

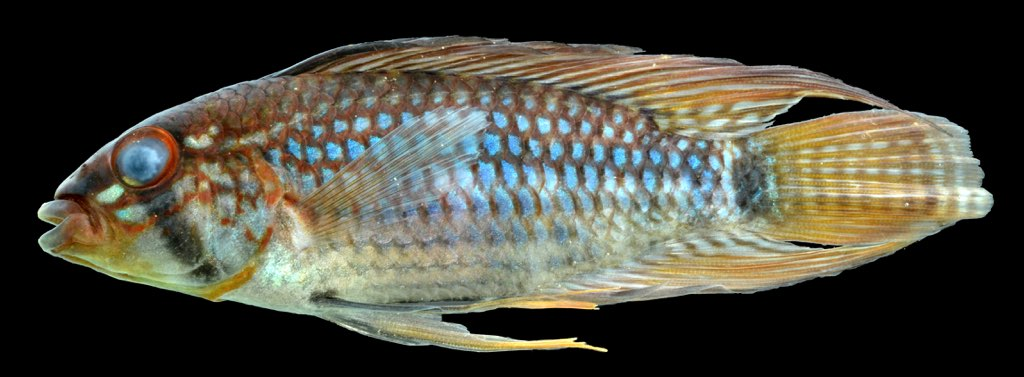
Steindachners Zwergbuntbarsch (Apistogramma steindachneri)

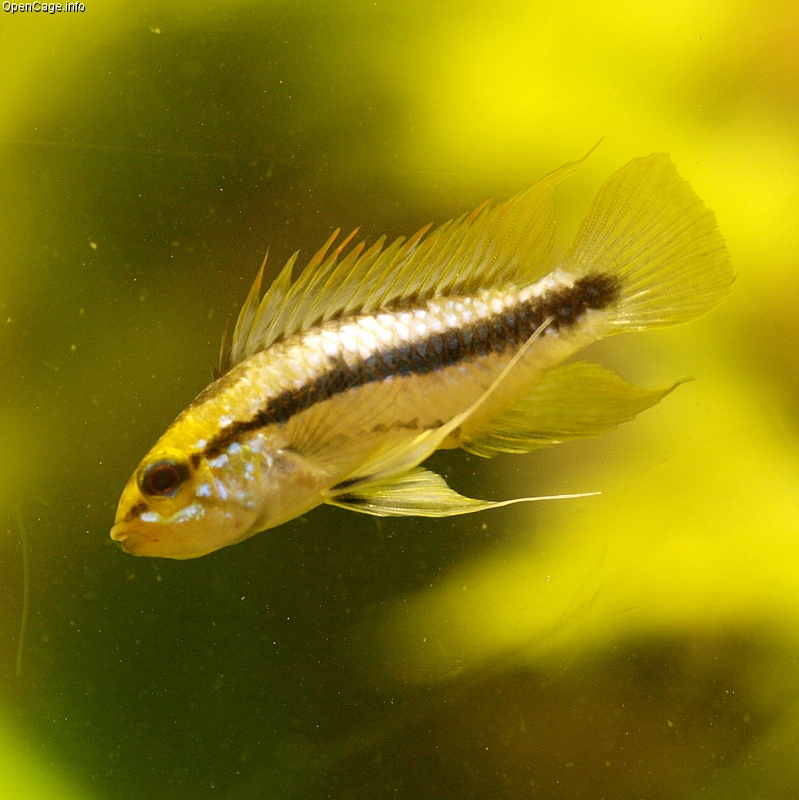
Dreistreifen-Zwergbuntbarsch (Apistogramma trifasciata)

## Arten
Bisher wurden über 90 heute gültige Arten beschrieben:
- Apistogramma acrensis  Staeck, 2003
- Agassiz’ Zwergbuntbarsch (Apistogramma agassizii Steindachner, 1875)
- Apistogramma aguarico Römer & Hahn 2013
- Rotpunkt-Zwergbuntbarsch (Apistogramma alacrina Kullander, 2004)
- Schwarzkinn-Zwergbuntbarsch (Apistogramma allpahuayo) Römer, Beninde, Duponchelle, Vela Diaz, Ortega, Hahn, Soares, Díaz Catchay, García Dávila, Sirvas & Renno, 2012[2]
- Apistogramma angayuara Kullander & Ferreira, 2005
- Apistogramma arua Römer & Warzel, 1998
- Goldbauch-Zwergbuntbarsch (Apistogramma atahualpa Römer, 1997)
- Inka-Zwergbuntbarsch (Apistogramma baenschi Römer, Hahn, Römer, Soares & Wöhler, 2004)
- Apistogramma barlowi Römer & Hahn 2008
- Zweistreifen-Zwergbuntbarsch (Apistogramma bitaeniata Pellegrin, 1936)
- Borellis Zwergbuntbarsch (Apistogramma borellii Regan, 1906)
- Apistogramma brevis Kullander, 1980
- Kakadu-Zwergbuntbarsch (Apistogramma cacatuoides Hoedeman, 1951)
- Apistogramma caetei Kullander, 1980
- Apistogramma caudomaculata Mesa & Lasso, 2011
- Apistogramma cinilabra Römer, Duponchelle, Vela Diaz, García Dávila, Sirvas, Diaz Catchay & Renno, 2011
- Apistogramma commbrae Regan, 1906
- Apistogramma cruzi Kullander, 1986
- Apistogramma diplotaenia Kullander, 1987
- Apistogramma eleutheria Varella & Britzke, 2016
- Apistogramma elizabethae Kullander, 1980
- Erdbeer-Zwergbuntbarsch (Apistogramma eremnopyge Ready & Kullander, 2004)
- Apistogramma erythrura Staeck & Schindler, 2008
- Apistogramma eunotus Kullander, 1981
- Apistogramma feconat Römer, Soares, García Dávila, Duponchelle, Renno & Hahn, 2015[3]
- Apistogramma flabellicauda Mesa & Lasso, 2011
- Apistogramma flavipedunculata Varella & Britzke, 2016
- Apistogramma geisleri Meinken, 1971
- Apistogramma gephyra Kullander, 1980
- Apistogramma gibbiceps Meinken, 1969
- Apistogramma gossei Kullander, 1982
- Apistogramma guttata Antonio, Kullander & Lasso, 1989
- Apistogramma helkeri Schindler & Staeck, 2013
- Apistogramma hippolytae Kullander, 1982
- Apistogramma hoignei Meinken, 1965
- Rotstrich-Apistogramma (Apistogramma hongsloi Kullander, 1979)
- Apistogramma huascar Römer, Pretor & Hahn, 2006
- Apistogramma inconspicua Kullander, 1983
- Apistogramma iniridae Kullander, 1979
- Apistogramma inornata Staeck, 2003
- Apistogramma intermedia Mesa & Lasso, 2011
- Apistogramma juruensis Kullander, 1986
- Apistogramma kullanderi Varella & Sabaj Pérez, 2014
- Apistogramma lineata Mesa & Lasso, 2011
- Apistogramma linkei Koslowski, 1985
- Apistogramma luelingi Kullander, 1976
- Apistogramma maciliensis Haseman, 1911
- Villavicencio-Zwergbuntbarsch (Apistogramma macmasteri Kullander, 1979)
- Apistogramma martini Römer, Hahn, Römer, Soares & Wöhler, 2003
- Apistogramma megaptera Mesa Salazar & Lasso, 2011[4]
- Apistogramma megastoma Römer, Römer, Estivals, Vela Diaz, Duponchelle, García Dávila, Hahn& Renno, 2017[5]
- Apistogramma meinkeni Kullander, 1980
- Apistogramma mendezi Römer, 1994
- Apistogramma minima Mesa & Lasso, 2011
- Apistogramma moae Kullander, 1980
- Panda-Zwergbuntbarsch (Apistogramma nijsseni Kullander, 1979)
- Apistogramma norberti Staeck, 1991
- Apistogramma nororientalis Mesa & Lasso, 2011
- Papagei-Zwergbuntbarsch (Apistogramma ortegai) Britzke, Oliveira & Kullander, 2014[6]
- Apistogramma ortmanni Eigenmann, 1912
- Panduros Zwergbuntbarsch (Apistogramma panduro Römer, 1997)
- Apistogramma pantalone Römer, Römer, Soares & Hahn, 2006
- Apistogramma paucisquamis Kullander, 1988
- Apistogramma paulmuelleri Römer, Beninde, Duponchelle, García Dávila, Vela Díaz & Renno, 2013[7]
- Apistogramma payaminonis Kullander, 1986
- Apistogramma pedunculata Mesa & Lasso, 2011
- Apistogramma personata Kullander, 1980
- Apistogramma pertensis Haseman, 1911
- Apistogramma piaroa Mesa & Lasso, 2011
- Apistogramma piauiensis Kullander, 1980
- Apistogramma playayacu Römer, Beninde & Hahn, 2011
- Apistogramma pleurotaenia Regan, 1909
- Apistogramma psammophila Staeck & Schindler, 2019
- Apistogramma pulchra Kullander, 1980
- Apistogramma regani Kullander, 1980
- Apistogramma resticulosa Kullander, 1980
- Apistogramma rositae Römer, Römer & Hahn, 2006
- Apistogramma rubrolineata Hein, Zarske & Zapata, 2002
- Apistogramma rupununi Fowler, 1914
- Apistogramma salpinction Kullander & Ferreira, 2005
- Apistogramma similis Staeck, 2003
- Apistogramma sororcula Staeck & Schindler, 2016
- Apistogramma staecki Koslowski, 1985
- Steindachners Zwergbuntbarsch (Apistogramma steindachneri Regan, 1908)
- Apistogramma taeniata Günther, 1862, Typusart
- Dreistreifen-Zwergbuntbarsch (Apistogramma trifasciata Eigenmann & Kennedy, 1903)
- Apistogramma tucurui Staeck, 2003
- Apistogramma uaupesi Kullander, 1980
- Apistogramma urteagai Kullander, 1986
- Apistogramma velifera Staeck, 2003
- Schwarzkehl-Zwergbuntbarsch (Apistogramma viejita Kullander, 1979)
- Apistogramma wapisana Römer, Hahn & Conrad, 2006
- Apistogramma wolli Römer, Soares, García Dávila, Duponchelle, Renno & Hahn, 2015[8]